# Saint-Préjet-d'Allier
Saint-Préjet-d'Allier est une commune française située dans le département de la Haute-Loire en région Auvergne-Rhône-Alpes.

## Géographie

### Localisation
La commune de Saint-Préjet-d'Allier se trouve à 850 mètres d'altitude et s'étend sur plus de 2 400 hectares dans le département de la Haute-Loire, en région Auvergne-Rhône-Alpes.
Elle se situe à 35 km par la route du Puy-en-Velay, préfecture du département, à 37 km de Brioude, sous-préfecture, et à 32 km de Langeac, bureau centralisateur du canton de Gorges de l'Allier-Gévaudan dont dépend la commune depuis 2015 pour les élections départementales.
Les communes les plus proches sont : 
Croisances (1,9 km), Vazeilles-près-Saugues (3,3 km), Alleyras (4,9 km), Esplantas (6,0 km), Monistrol-d'Allier (6,1 km), Saint-Vénérand (7,0 km), Thoras (7,3 km), Chambon-le-Château (7,5 km).
| Saugues    | Monistrol-d'Allier    |                |
|            | Saint-Préjet-d'Allier | Alleyras       |
| Croisances |                       | Saint-Vénérand |

### Climat
Pour des articles plus généraux, voir Climat d'Auvergne-Rhône-Alpes et Climat de la Haute-Loire.
En 2010, le climat de la commune est de type climat des marges montargnardes, selon une étude du Centre national de la recherche scientifique s'appuyant sur une série de données couvrant la période 1971-2000. En 2020, Météo-France publie une typologie des climats de la France métropolitaine dans laquelle la commune est exposée à un climat de montagne ou de marges de montagne et est dans la région climatique Sud-est du Massif Central, caractérisée par une pluviométrie annuelle de 1 000 à 1 500 mm, minimale en été, maximale en automne.
Pour la période 1971-2000, la température annuelle moyenne est de 8,5 °C, avec une amplitude thermique annuelle de 16 °C. Le cumul annuel moyen de précipitations est de 887 mm, avec 9,6 jours de précipitations en janvier et 6,4 jours en juillet. Pour la période 1991-2020, la température moyenne annuelle observée sur la station météorologique de Météo-France la plus proche, « Saugues-Sa », sur la commune de Saugues à 8 km à vol d'oiseau, est de 8,1 °C et le cumul annuel moyen de précipitations est de 785,1 mm,. Pour l'avenir, les paramètres climatiques de la commune estimés pour 2050 selon différents scénarios d'émission de gaz à effet de serre sont consultables sur un site dédié publié par Météo-France en novembre 2022.

### Villages, hameaux et lieux-dits
Saint-Préjet-d'Allier englobe 20 hameaux : Ance, Araby, la Baraque du Chaumas, la Bastide, la Bastidette, Chambonnet, Champagnac, Donazac, le Mazel, le Mont, Montroux, le Peuch, la Romaine, la Roseraie, Rouzaires, la Valette, Varennes, Verdun, Veyrines et le Villeret.

### Transports
Elle se situe à 5 km de la gare d'Alleyras et à 7 km de la gare de Monistrol-d'Allier.

### Paysages
Saint-Préjet se trouve sur les rives de la rivière Ance. Le paysage est celui de la campagne verdoyante, prairies et champs, forêts de pins et de hêtres.

## Urbanisme

### Typologie
Au 1er janvier 2024, Saint-Préjet-d'Allier est catégorisée commune rurale à habitat très dispersé, selon la nouvelle grille communale de densité à sept niveaux définie par l'Insee en 2022.
Elle est située hors unité urbaine et hors attraction des villes,.

### Occupation des sols
L'occupation des sols de la commune, telle qu'elle ressort de la base de données européenne d’occupation biophysique des sols Corine Land Cover (CLC), est marquée par l'importance des forêts et milieux semi-naturels (61,1 % en 2018), en augmentation par rapport à 1990 (60 %). La répartition détaillée en 2018 est la suivante : 
forêts (53,2 %), prairies (27,9 %), zones agricoles hétérogènes (11 %), milieux à végétation arbustive et/ou herbacée (8 %). L'évolution de l’occupation des sols de la commune et de ses infrastructures peut être observée sur les différentes représentations cartographiques du territoire : la carte de Cassini (XVIIIe siècle), la carte d'état-major (1820-1866) et les cartes ou photos aériennes de l'IGN pour la période actuelle (1950 à aujourd'hui).

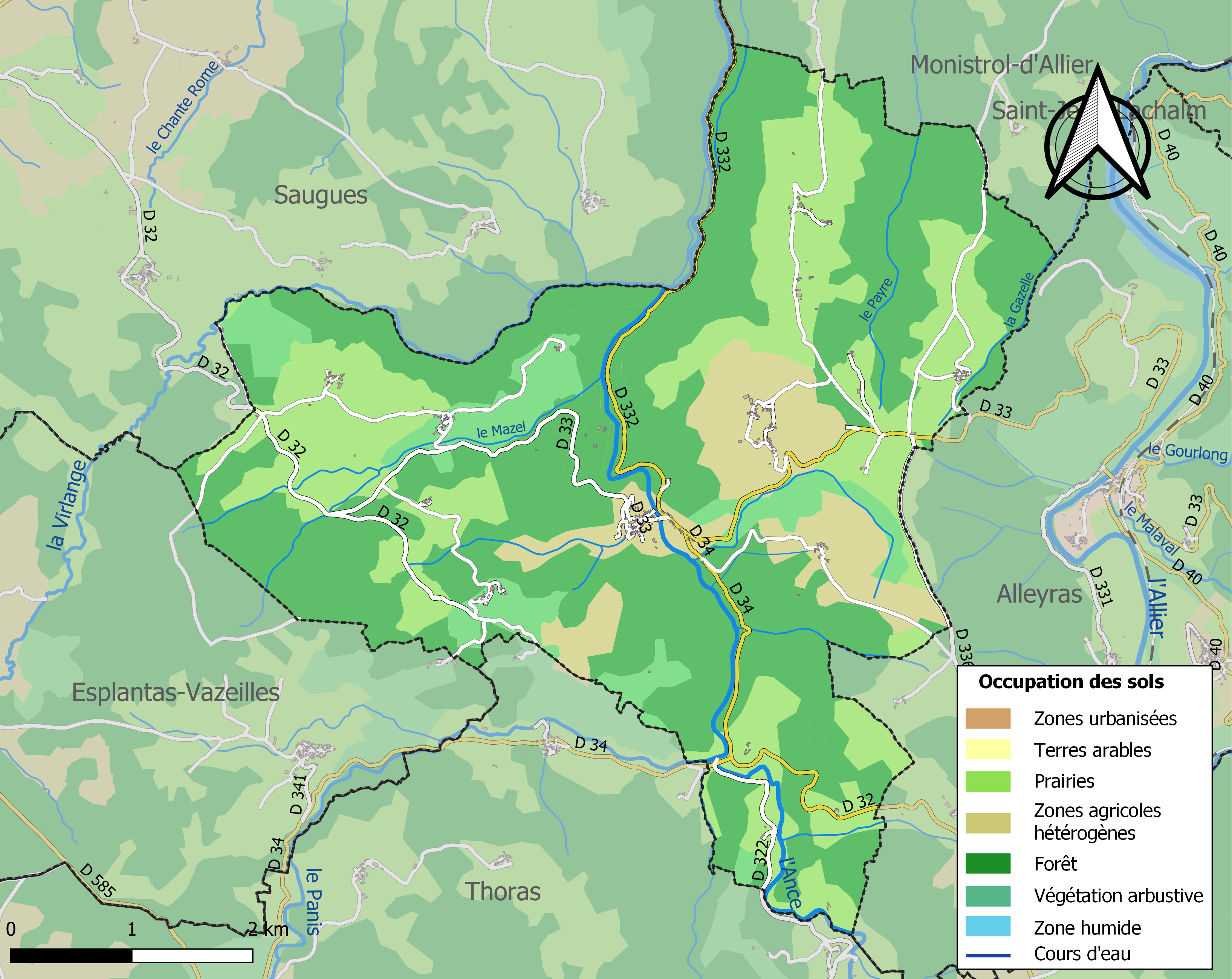
Carte des infrastructures et de l'occupation des sols de la commune en 2018 (CLC).

### Habitat et logement
En 2018, le nombre total de logements dans la commune était de 186, alors qu'il était de 183 en 2013 et de 175 en 2008.
Parmi ces logements, 50,5 % étaient des résidences principales, 42,5 % des résidences secondaires et 7 % des logements vacants. Ces logements étaient pour 94,6 % d'entre eux des maisons individuelles et pour 4,8 % des appartements.
Le tableau ci-dessous présente la typologie des logements à Saint-Préjet-d'Allier en 2018 en comparaison avec celle de la Haute-Loire et de la France entière. Une caractéristique marquante du parc de logements est ainsi une proportion de résidences secondaires et logements occasionnels (42,5 %) supérieure à celle du département (16,1 %) et à celle de la France entière (9,7 %). Concernant le statut d'occupation de ces logements, 80,9 % des habitants de la commune sont propriétaires de leur logement (79,8 % en 2013), contre 70 % pour la Haute-Loire et 57,5 pour la France entière.
| Typologie                                               | Saint-Préjet-d'Allier | Haute-Loire | France entière |
| ------------------------------------------------------- | --------------------- | ----------- | -------------- |
| Résidences principales (en %)                           | 50,5                  | 71,5        | 82,1           |
| Résidences secondaires et logements occasionnels (en %) | 42,5                  | 16,1        | 9,7            |
| Logements vacants (en %)                                | 7                     | 12,4        | 8,2            |

## Toponymie
Les formes anciennes sont : Ecclesia Sancti Prejeti en 1145, S. Prejectus, Mimat. dioc. en 1280, S. Prejectus d'Anssa en 1280, Parochia S. Pregecti en 1291, Parochia S. Preiecti en 1460, Luminariæ S. Anthonii et S. Georgii ecclesiæ S. Pregecti en 1528, Sainct Preject en Gevoudan en 1565, S. Prejetus prope Aligerim en 1587 et Rive-d'Ance en 1793.
Saint-Préjet représente le nom latin Praejectus, attribué à un évêque d'Auvergne au VIIe siècle.

## Histoire
Avant la Révolution, Saint-Préjet-d'Allier faisait partie du diocèse de Mende. Au XIVe siècle, la paroisse et le prieuré de Saint-Préjet relevaient de l'abbaye de la Chaise-Dieu.
Au cours de la période révolutionnaire de la Convention nationale (1792-1795), la commune a porté le nom de Rive-d'Ance.
Deux barrages ont été construits sur la commune de Saint-Préjet :
- Le barrage de Pouzas, au confluent de l’Ance et de la Virlange, édifié à partir de 1921. Un canal muni d’un pont siphon alimente l’usine hydroélectrique de Monistrol-d’Allier.
- La retenue de la Valette, construite en 1938–1939, constitue une réserve d’eau sur l’Ance du Sud.

## Politique et administration

### Découpage territorial
La commune de Saint-Préjet-d'Allier est membre de la communauté d'agglomération du Puy-en-Velay, un établissement public de coopération intercommunale (EPCI) à fiscalité propre créé le 26 décembre 2016 dont le siège est à Le Puy-en-Velay. Ce dernier est par ailleurs membre d'autres groupements intercommunaux.
Sur le plan administratif, elle est rattachée à l'arrondissement de Brioude, au département de la Haute-Loire, en tant que circonscription administrative de l'État, et à la région Auvergne-Rhône-Alpes.
Sur le plan électoral, elle dépend du canton de Gorges de l'Allier-Gévaudan pour l'élection des conseillers départementaux, depuis le redécoupage cantonal de 2014 entré en vigueur en 2015, et de la deuxième circonscription de la Haute-Loire   pour les élections législatives, depuis le redécoupage électoral de 1986.

### Liste des maires
| Période                                  | Période                    | Identité                | Étiquette | Qualité |
| ---------------------------------------- | -------------------------- | ----------------------- | --------- | ------- |
| Les données manquantes sont à compléter. |                            |                         |           |         |
| 1792                                     | 1808                       | Augustin Charles        |           | Notaire |
| 1808                                     | 1832                       | Augustin Joseph Sejalon |           |         |
| 1832                                     | 1835                       | Jean-Baptiste Laroche   |           |         |
| 1835                                     | 1840                       | Jean-Antoine Vernet     |           |         |
| 1840                                     | 1858                       | Jean-Claude Laurent     |           |         |
| 1858                                     | 1871                       | Théodore Laurent        |           |         |
| 1871                                     | 1874                       | Jean Coufort            |           |         |
| 1874                                     | 1876                       | Théodore Laurent        |           |         |
| 1876                                     | 1880                       | Jean Coufort            |           |         |
| 1880                                     | 1881                       | Jacques Brajon          |           |         |
| 1881                                     | 1884                       | François Vernet         |           |         |
| 1884                                     | 1892                       | Théodore Laurent        |           |         |
| 1892                                     | 1904                       | Cyprien Charrade        |           |         |
| 1904                                     | 1920                       | Théodore Laurent        |           |         |
| 1920                                     | 1832                       | Eugène Brajon           |           |         |
| 1932                                     | 1944                       | Pierre Coufort          |           |         |
| 1944                                     | 1945                       | André Gory              |           |         |
| 1945                                     | 1964                       | Auguste Féminier        |           |         |
| 1964                                     | 1965                       | Baptiste Albepart       |           |         |
| 1965                                     | 2004                       | Louis Fougerouse        |           |         |
| 2004                                     | 2008                       | Robert Charbonnel       |           |         |
| 2008                                     | En cours (au 28 août 2014) | Jean-Claude Morel       |           |         |

## Population et société

### Démographie

#### Évolution démographique
L'évolution du nombre d'habitants est connue à travers les recensements de la population effectués dans la commune depuis 1793. Pour les communes de moins de 10 000 habitants, une enquête de recensement portant sur toute la population est réalisée tous les cinq ans, les populations de référence des années intermédiaires étant quant à elles estimées par interpolation ou extrapolation. Pour la commune, le premier recensement exhaustif entrant dans le cadre du nouveau dispositif a été réalisé en 2008.

En 2022, la commune comptait 167 habitants, en évolution de +5,03 % par rapport à 2016 (Haute-Loire : +0,36 %, France hors Mayotte : +2,11 %).
| 1793 | 1800 | 1806 | 1821 | 1831 | 1836 | 1841 | 1846 | 1851 |
| ---- | ---- | ---- | ---- | ---- | ---- | ---- | ---- | ---- |
| 648  | 415  | 589  | 564  | 608  | 601  | 581  | 595  | 703  |

| 1856 | 1861 | 1866 | 1872 | 1876 | 1881 | 1886 | 1891 | 1896 |
| ---- | ---- | ---- | ---- | ---- | ---- | ---- | ---- | ---- |
| 723  | 720  | 762  | 747  | 746  | 685  | 762  | 673  | 630  |

| 1901 | 1906 | 1911 | 1921 | 1926 | 1931 | 1936 | 1946 | 1954 |
| ---- | ---- | ---- | ---- | ---- | ---- | ---- | ---- | ---- |
| 642  | 678  | 645  | 644  | 571  | 496  | 543  | 504  | 439  |

| 1962 | 1968 | 1975 | 1982 | 1990 | 1999 | 2006 | 2008 | 2013 |
| ---- | ---- | ---- | ---- | ---- | ---- | ---- | ---- | ---- |
| 385  | 364  | 303  | 268  | 224  | 199  | 179  | 173  | 160  |

| 2018 | 2022 | - | - | - | - | - | - | - |
| ---- | ---- | - | - | - | - | - | - | - |
| 171  | 167  | - | - | - | - | - | - | - |

#### Pyramide des âges
La population de la commune est relativement âgée.
En 2018, le taux de personnes d'un âge inférieur à 30 ans s'élève à 16,4 %, soit en dessous de la moyenne départementale (31 %). À l'inverse, le taux de personnes d'âge supérieur à 60 ans est de 52,1 % la même année, alors qu'il est de 31,1 % au niveau départemental.
En 2018, la commune comptait 93 hommes pour 78 femmes, soit un taux de 54,39 % d'hommes, largement supérieur au taux départemental (49,13 %).
Les pyramides des âges de la commune et du département s'établissent comme suit.
| Hommes | Classe d’âge | Femmes |
| ------ | ------------ | ------ |
| 2,2    | 90 ou +      | 2,6    |
| 15,1   | 75-89 ans    | 29,5   |
| 30,1   | 60-74 ans    | 25,6   |
| 22,6   | 45-59 ans    | 19,2   |
| 12,9   | 30-44 ans    | 7,7    |
| 9,7    | 15-29 ans    | 7,7    |
| 7,5    | 0-14 ans     | 7,7    |

| Hommes | Classe d’âge | Femmes |
| ------ | ------------ | ------ |
| 0,9    | 90 ou +      | 2,5    |
| 8,4    | 75-89 ans    | 11,7   |
| 20,4   | 60-74 ans    | 20,5   |
| 21,3   | 45-59 ans    | 20,3   |
| 16,8   | 30-44 ans    | 16,3   |
| 15,2   | 15-29 ans    | 13,2   |
| 17     | 0-14 ans     | 15,6   |

### Manifestations culturelles et festivités
- Fête du village tous les 15 août. Foire animée, fête foraine, repas lentilles du Puy suivi d'un feu d'artifice et des bals.Présence de jean louis Fougerouse. Un bal musette et un bal jeune animée à la salle polyvalente.
- Concours de pétanque le lundi avant le 15 août.
- Fête du pain en juillet.
- Randonnée gourmande début juin.

### Sports et Loisirs
- Piscine dans le bourg, 10 m sur 4 m avec 1,65 m de profondeur.
- Terrain de jeu.
- Sentiers de randonnée au bord de la rivière, dans les forêts dont les PR 457 (Verdun-Legaux), PR 630 (Le Peuch) et le GR 470 (Les Gorges de l'Allier).
- Parcours de santé sur les rives de l'Ance.
- Deux jardins d'enfants.
- Arboretum réalisé en 2013 en partenariat avec les étudiants du lycée d'enseignement général et technologique agricole de Saint-Chely-d'Apcher, l'Office National des Forêts et en collaboration avec l'association[25].

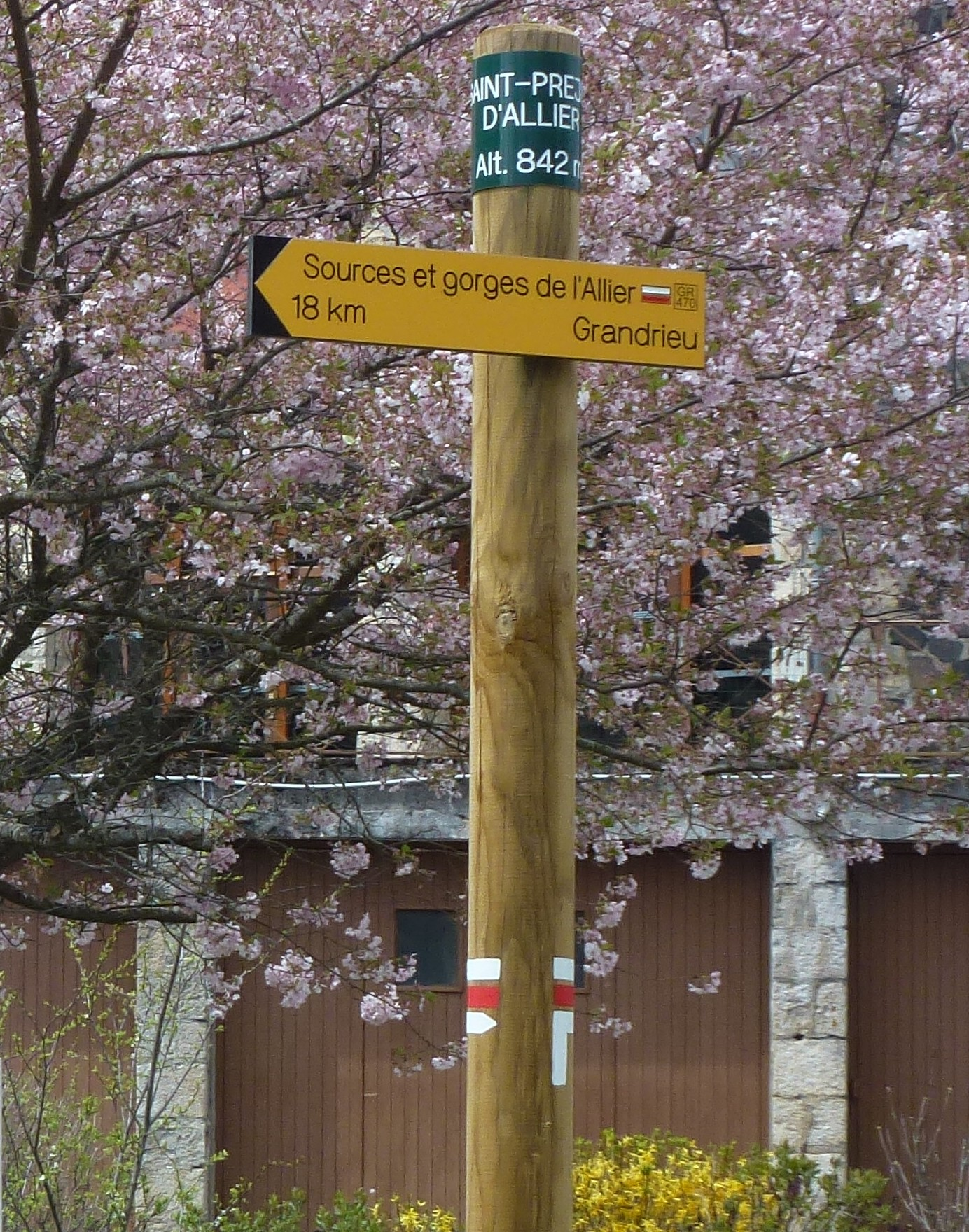
Panneau indiquant le GR 470 dans le bourg de la commune de Saint-Préjet-d'Allier.
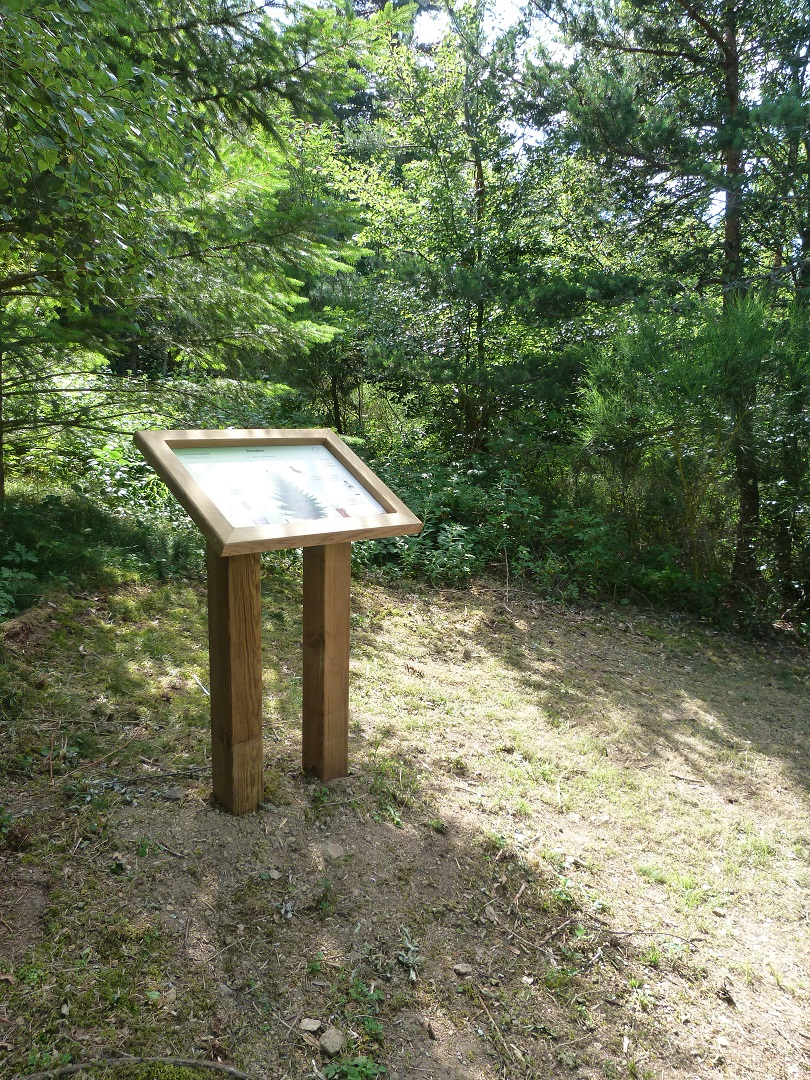
Arboretum de Saint-Préjet-d'Allier.

## Économie

### Revenus
En 2018, la commune compte 86 ménages fiscaux, regroupant 151 personnes. La médiane du revenu disponible par unité de consommation est de 17 550 € (20 800 € dans le département).

### Emploi
| Division       | 2008  | 2013  | 2018  |
| -------------- | ----- | ----- | ----- |
| Commune        | 5,8 % | 6,7 % | 9,6 % |
| Département    | 6,3 % | 7,7 % | 7,7 % |
| France entière | 8,3 % | 10 %  | 10 %  |

En 2018, la population âgée de 15 à 64 ans s'élève à 83 personnes, parmi lesquelles on compte 79,5 % d'actifs (69,9 % ayant un emploi et 9,6 % de chômeurs) et 20,5 % d'inactifs,. En  2018, le taux de chômage communal (au sens du recensement) des 15-64 ans est supérieur à celui du département, mais inférieur à celui de la France, alors qu'il était inférieur à celui du département et de la France en 2008.
La commune est hors attraction des villes,. Elle compte 31 emplois en 2018, contre 37 en 2013 et 42 en 2008. Le nombre d'actifs ayant un emploi résidant dans la commune est de 59, soit un indicateur de concentration d'emploi de 52,5 % et un taux d'activité parmi les 15 ans ou plus de 42,4 %.
Sur ces 59 actifs de 15 ans ou plus ayant un emploi, 30 travaillent dans la commune, soit 51 % des habitants. Pour se rendre au travail, 66,1 % des habitants utilisent un véhicule personnel ou de fonction à quatre roues, 15,3 % s'y rendent en deux-roues, à vélo ou à pied et 18,6 % n'ont pas besoin de transport (travail au domicile).

## Culture locale et patrimoine

### Lieux et monuments

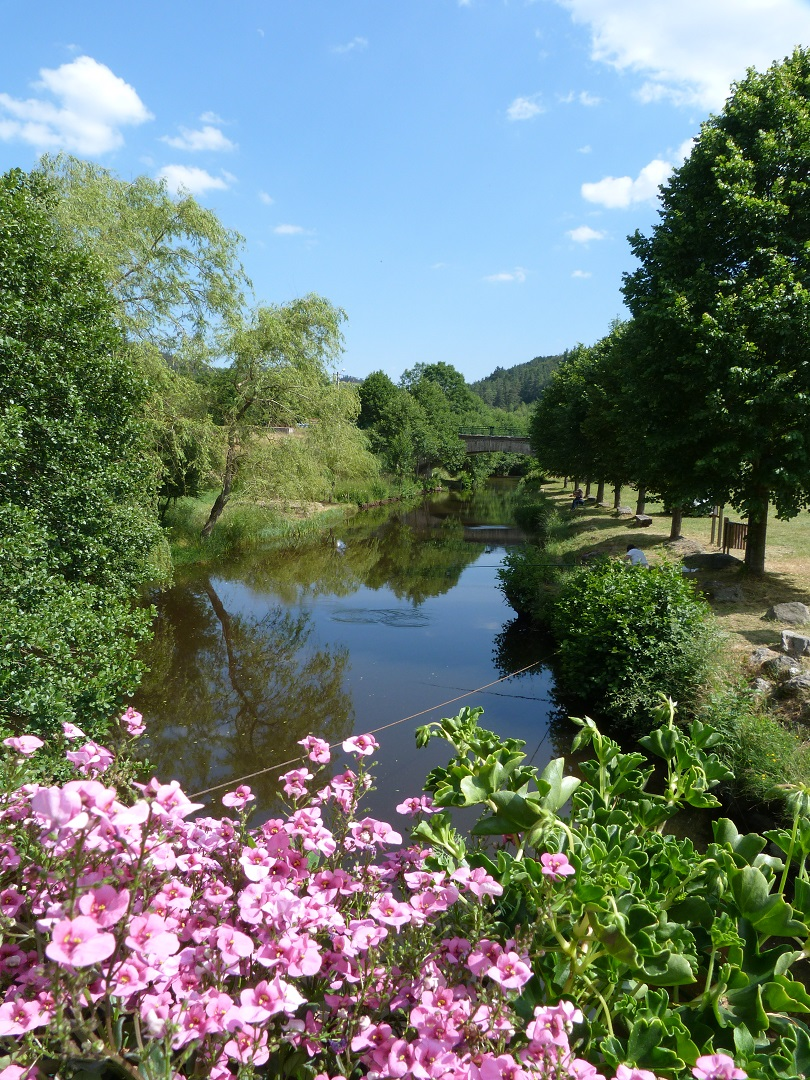
L'Ance du sud dans le bourg de Saint-Préjet-d'Allier.
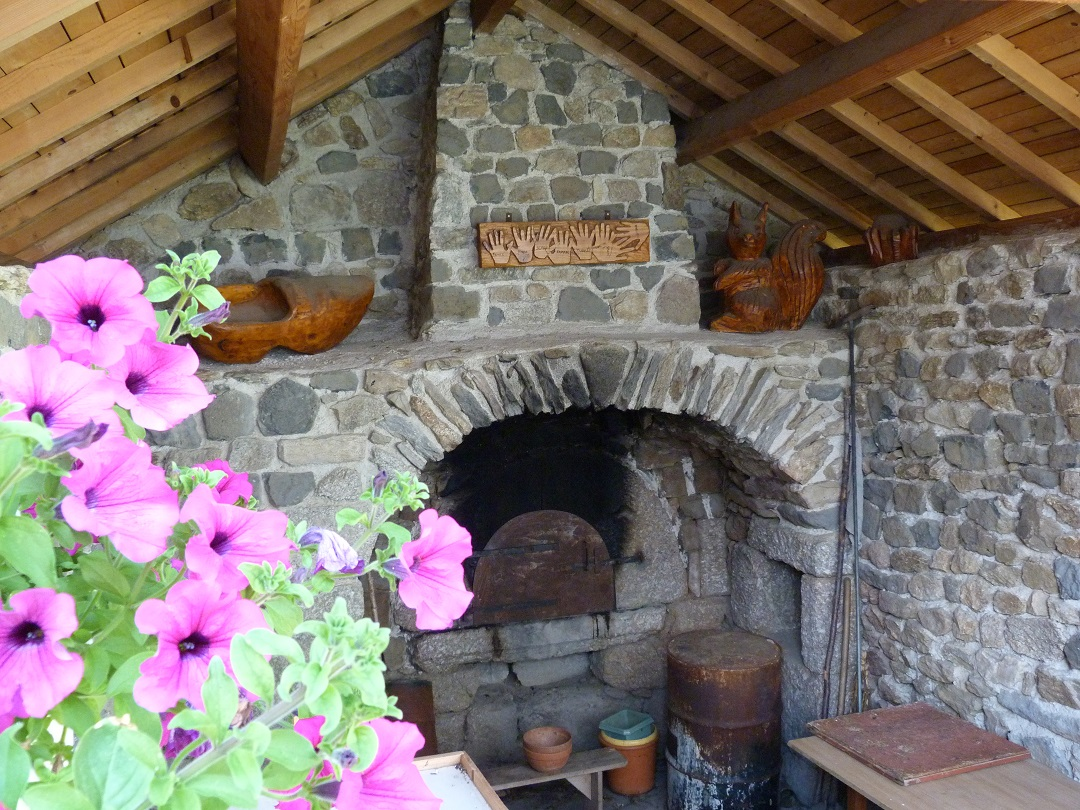
Le four communal au bourg de Saint-Préjet-d'Allier.
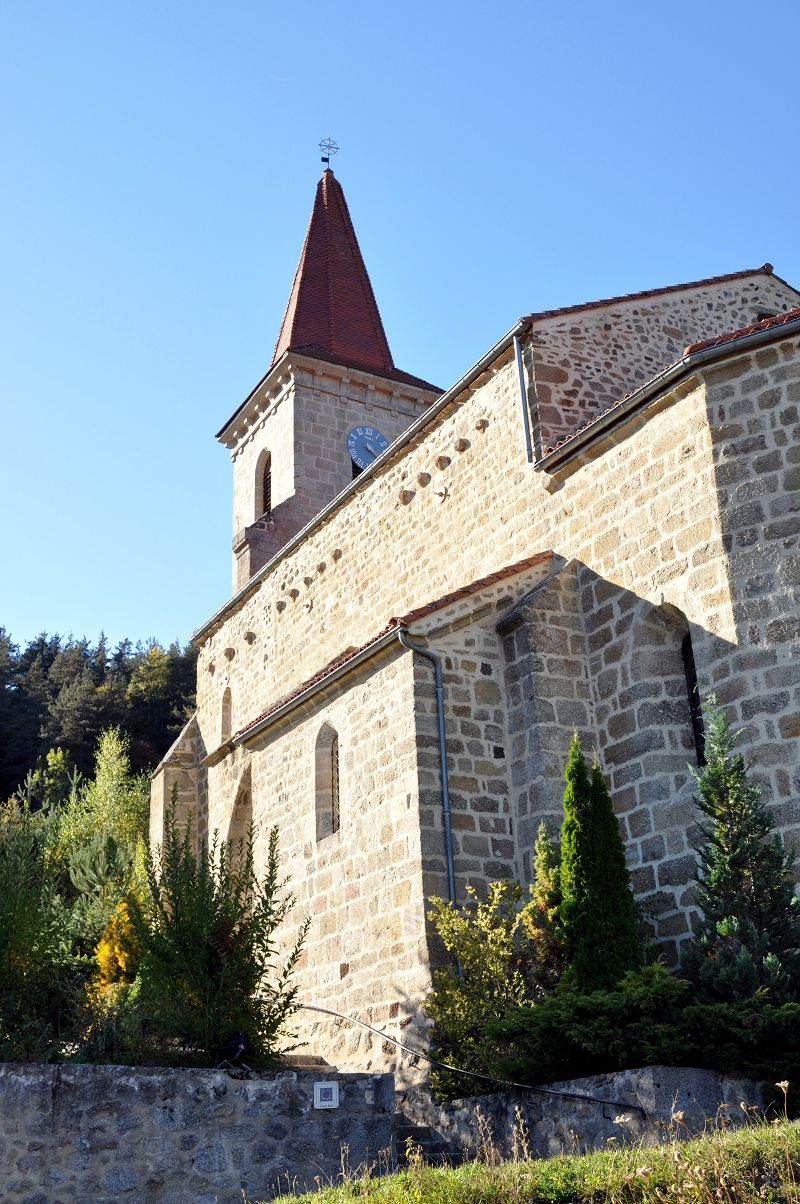
Église de Saint-Préjet-d'Allier.
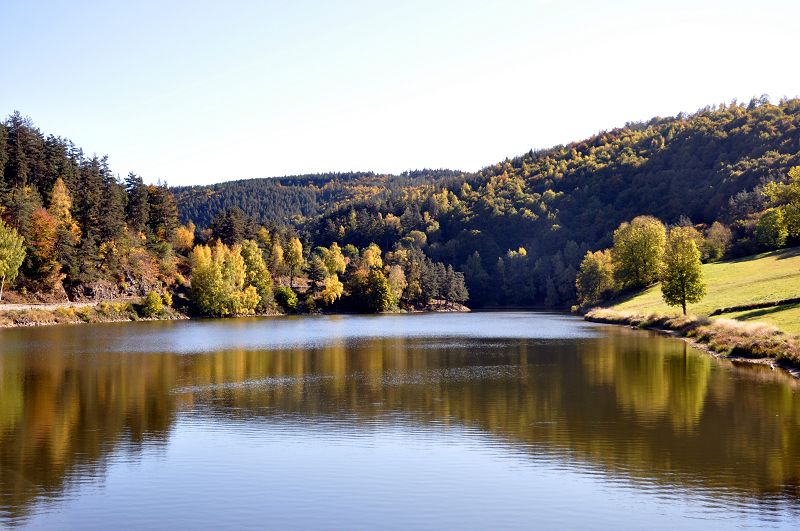
Barrage de La Valette à la sortie du bourg de Saint-Préjet-d'Allier.

- Église : ancien prieuré faisant partie de la donation de l’évêque de Mende de 1145 en faveur de l'abbaye de la Chaise-Dieu. Le prieur était nommé par l’abbaye et prélevait en outre une partie importante de la dîme.

Cette petite église a été plusieurs fois modifiée. L'abside et la nef (sans transept) sont romanes et semblent remonter au début du XIIIe siècle. Elle était voûtée autrefois en berceau dont les cintres de charpente sont marqués par la corniche qui relie les tailloirs des chapiteaux.
Les petites fenêtres de l'abside ont été agrandies. La voûte actuelle en croisée d'ogives date vraisemblablement de la fin du XVe siècle ou du début du XVIe siècle.
Si l'on en juge, en effet, par les tirants de fer qui existent, il est à croire que la voûte en berceau exerçait sur les murs latéraux une forte poussée. Ce qui expliquerait peut-être la réfection de la voûte et l'emploi d'une voûte en ogive. Les murs latéraux ont été, par la suite, surélevés. Les modillons de l'ancienne corniche indiquent à l'extérieur le niveau de l'ancienne toiture. Le porche, orienté vers le sud, présente les caractères d'une œuvre du XVe ou du XVIe siècle.
Le clocher, qui s'élève sur le côté ouest, a été refait à la fin du siècle dernier. L’église a entièrement été rénovée en 1991 et 1992.
- Le four communal restauré en 2008.
- Le rocher de Verdun : à 1 km au sud ouest du bourg.

Le château de Verdun, attesté de 1252 à 1397, a depuis disparu. Un pylône électrique s'élève au sommet du rocher, à la place de la forteresse, précédée sans doute par une fortification gauloise.
- Vestiges gallo-romains à Veyrines.
- Pont-siphon (aqueduc).
- Barrages de Pouzas et de la Valette.

### Traditions du bourg
- Le narcisse a une très grande importance dans l'histoire de Saint-Préjet-d'Allier. Au printemps, des dizaines de tonnes de narcisses collectés par les habitants, sont expédiées la nuit même à Grasse dans les usines de parfum. Durant trois semaines, tout un quartier du village se transforme en une allée fleurie pour une veillée embaumée au cours de laquelle virevoltent les fleurs fortement parfumées.

Cette fleur est très convoitée par les industries de parfums, c'est pourquoi, Saint-Préjet est devenu l'un des principaux fournisseurs des distilleries de Grasse. À la tombée de la nuit, les employés (en majorité des femmes), arrivent en bas du village.
La manipulation du narcisse ainsi que son transport demande une très grande délicatesse.
À l'arrivée du camion, les bauges de fleurs sont déchargées, pesées puis déballées sur le sol dans un hangar, une allée ou dans une rue si nécessaire. La fleur cueillie dans la journée, refroidit à la fraîcheur du soir. Ceci permet d'éviter qu'elle ne pourrisse et ne perde son précieux parfum.
Les hommes font voler les gerbes de fleurs à grands coups de fourche pour accélérer le refroidissement. Peu après, les femmes refont les ballots, délicatement, sans tasser les fleurs. Celles-ci seront chargées dans le camion en partance pour la Côte d'Azur. Les narcisses doivent impérativement intégrer la distillerie moins de 24 heures après avoir été cueillis. Une fois à l'usine, le narcisse deviendra parfum.
- La "mousse" (du lichen en réalité) était collectée dans des sacs auprès des ramasseurs de la région. Elle était mise en bottes, pressée et livrée aux usines de parfum de la côte d’azur, comme les narcisses.
- Les myrtilles, quant à elles, étaient collectées en caisses, puis triées et mises en barquettes pour la commercialisation.
- Les trois activités précédentes ont disparu, et il ne subsiste plus que la collecte des champignons frais, à destination de l’Italie.

### Personnalités liées à la commune
- Emma Roussel (1899-1952), institutrice et poétesse, a enseigné à l'école du hameau de Chambonnet de 1918 à 1920.
- Marie Grasset : originaire de Champagnac, elle a vécu à Vauvert (Gard). Les halles de cette commune portent son nom.

### Héraldique
| Saint Préjet d'Allier | Le blasonnement de Saint Préjet d'Allier est : Écartelé, au 1 de gueules à la hache d'armes contournée d'argent, au 2 d'azur à la mitre d'or, au 3 d'azur au soleil d'or, au 4 de gueules au cerf passant d'argent. Origine moderne |

| Apchier | Le blasonnement de Saint Préjet d'Allier sous l'Ancien Régime devait être celui d'Apchier : D'or, au château donjonné de trois tours crénelées de gueules, celle du milieu plus élevée, et accostée de deux haches d'armes d'azur plantées en pal de chaque côté de la tour. |